# ŽRK Podravka Vegeta Koprivnica
Rukometni klub Podravka hrvatski je ženski rukometni klub iz Koprivnice. Najuspješniji je hrvatski ženski rukometni klub od osnivanja hrvatske lige 1992., a osnovan je 1955. godine. Klub se natječe u Prvoj hrvatskoj ženskoj rukometnoj ligi.

## Povijest
Klub je osnovan 1955. pod imenom „Ivo Marinković” i odigrao je svoju prvu prijateljsku utakmicu u prosincu protiv Grafičara iz Bjelovara. Prva službena utakmica odigrana je u travnju 1956. protiv Slavije Čakovec. U 1956., klub je promijenio ime u „RK Partizan”. U sezonama 1960./'61. i 1962./'63. klub je bio amaterski prvak SR Hrvatske. S obzirom na sponzorstvo istoimene tvornice, 1964., klub mijenja ime u „RK Podravka”. 
Kvalificirao se u prvu ligu iste 1964. godine. U 1966., klub RK Podravka osvojio je svoj prvi nacionalni naslov i zadržao ga dvije godine zaredom. Godine 1972., klub je ispao u drugu ligu, ali se uspio vratiti u prvu ligu 1975. Do 1991., kada je prestala postojati jugoslavenska liga, klub se više puta vraćao u prvu ligu te ispadao iz nje. 
1991. je Podravka postigla dotad najveći svoj uspjeh u Kupu Jugoslavije. Došle su do finala u kojem su izgubile od Radničkog, a u sastavu su igrale: trener Josip Samaržija, Marija Čeredar, Ljerka Krajnović, Božica Gregurić, Tanja Kraljić, Eržika Bakai, Rada Ciganović, Svjetlana Zirdum, Mato Matijević; dolje: Katica Korošec, tajnica Ana Matišić, Vlatka Papac, Snježana Žužul, Snježana Sinjerec, Snježana Pavlović. Na turniru su još igrale Vesna Trtanj i Tatjana Špoljar. Zbog velikosrpske agresije nadležno europsko rukometno tijelo nije im dopustilo u sljedećoj sezoni Kupa kupova igrati utakmice kod kuće, nego su sve igrale u gostima: protiv Cyprus Collegea na Cipru, protiv Femine Visé u Belgiji te dvije utakmice protiv mađarskog DVSC Debrecena koje su odigrale u dvama gradovima, u Békéscsabi i Debrecinu.
Klub nastupa u prvoj hrvatskoj ženskoj rukometnoj ligi od njezina osnutka. U prvoj sezoni 1992., koja je bila za vrijeme rata i u skraćenome obliku, rukometašice Podravke došle su do 3. mjesta. 1993. Podravka započinje svoju dominaciju, u kojoj je do danas osvojila naslov hrvatskog prvaka svake sezone koja se odigrala do kraja osim u sezonama 2003./04., 2013./14. i 2021./22. Od hrvatske neovisnosti, klub samo u šest sezona (koje su završene) nije bio pobjednik hrvatskog kupa (1991./92., 2004./05., 2006./07., 2013./14., 2017./18. i 2020./21.). Najveći uspjeh kluba dogodio se 1996., kada je osvojena europska Liga prvakinja te EHF-ov Superkup. Sezonu ranije izgubili su u finalu, a dvije sezone kasnije došli su do polufinala Lige prvaka.

## Uspjesi
- Prvenstvo Jugoslavije

prvakinje (2): 1966., 1967.
- Prvenstvo Hrvatske

prvakinje (27): 1993., 1994., 1995., 1996., 1997., 1998., 1999., 2000., 2001., 2002., 2003., 2005., 2006., 2007., 2008., 2009., 2010., 2011., 2012., 2013., 2015., 2016., 2017., 2018., 2019., 2021., 2024.
- Prvenstvo SR Hrvatske

prvakinje (2): 1961., 1962.
- Hrvatski kup

prvakinje (26): 1993., 1994., 1995., 1996., 1997., 1998., 1999., 2000., 2001., 2002., 2003., 2004., 2006., 2008., 2009., 2010., 2011., 2012., 2013., 2015., 2016., 2017., 2019., 2022.,  2023., 2024.
- EHF-ova Liga prvakinja

prvakinje (1): 1996.
- EHF-ov Superkup

prvakinje (1): 1996.
- Kup EHF-a

finalistice (2): 2000., 2005.
- WRHL:

prvakinje (1): 2009.
Europske prvakinje 1996. bile su: Ljerka Krajnović, Irina Maljko, Vlatka Mihoci, Renata Pavlačić, Valentina Cozma, Božica Gregurić, Snježana Petika, Samira Hasagić, Mariana Tîrcă, Nataša Kolega i Šturm. Vodio ih je trener Josip Šojat.

## Ekipa
Sezona 2019/2020
| Golmanice Jovana Risović, Magdalena Ećimović Krila Korina Karlovčan, Dijana Mugoša, Nikolina Zadravec, Ana Turk Pivoti Ana Debelić, Dragica Džono, Elena Popović | Vanjska Linija Selena Milošević Tjaša Stanko, Dejana Milosavljević, Elena Gjeorgjievska, Lamprini Tsakalau, Lea Franušić, Lucija Jandrašić, Marija Andreea Ianasi Stručni stožer Trener: Zlatko Saračević, Trenerica vratarki: Barbara Stančin, Pomoćni trener: Antonio Pranjić, Kondicijski trener: Nikola Golub, Fizioterapeut: Bojan Savić |

## Poznate igračice
- Snježana Petika
- Božica Gregurić
- Mariana Tîrcă
- Vlatka Mihoci
- Valentina Cozma
- Samira Hasagić
- Andreja Hrg
- Renata Pavlačić
- Ivana Kapitanović
- Ljerka Krajnović
- Dora Krsnik
- Božica Palčić
- Svitlana Pasičnik
- Miranda Tatari
- Ana Debelić
- Andrea Penezić
- Ágnes Farkas
- Paula Ungureanu
- Barbara Stančin
- Sanja Damnjanović

## Poznati bivši treneri
- Josip Samaržija - Bepo
- Josip Šojat
- Vinko Kandija
- Sandra Kolaković
- Zlatko Saračević

## Vanjske poveznice
- Službena web stranica kluba  Arhivirana inačica izvorne stranice od 10. srpnja 2010. (Wayback Machine)